# SV Preußen Köslin
Der SV Preußen Köslin war ein deutscher Sportverein aus der pommerschen Stadt Köslin, heute Koszalin.

## Geschichte
Der Verein wurde 1909 unter dem Namen FC Köslin gegründet und spielte unter dem Baltischen Rasen- und Wintersport-Verband in der Bezirksklasse Kolberg/Köslin des Bezirkes Pommern, später des Bezirkes Grenzmark. 1913 erfolgte die Umbenennung zu SV Preußen Köslin. 1920 qualifizierte sich der Verein als Sieger der Bezirksklasse Köslin für die pommersche Fußballmeisterschaft, bei der Köslin im Halbfinale nach einer 0:6-Niederlage gegen Viktoria Stolp ausschied. 1928 gelang erneut der Gewinn der Bezirksklasse, wieder verlor Köslin jedoch gegen Viktoria Stolp und schied frühzeitig aus der pommerschen Fußballmeisterschaft aus. Bis 1931/32 konnte Preußen Köslin noch viermal die Bezirksklasse Köslin gewinnen, scheiterte jedoch immer in der ersten Runde der pommerschen Fußballmeisterschaft, bzw. ab 1930/31 in der Fußballmeisterschaft Grenzmark.
Durch den zweiten Platz in der Bezirksklasse Kolberg/Köslin in der Saison 1932/33 qualifizierte sich Preußen Köslin für die 1933 neu eingeführte Gauliga Pommern. In der ersten Gauligasaison 1933/34 verpasste Köslin knapp den Gruppensieg der Gruppe Ost und musste sich nur Viktoria Stolp geschlagen geben. Den Lokalrivalen Kösliner SV Phönix, welcher in dieser Saison absteigen musste, distanzierte man deutlich. Die erfolgreiche Spielzeit konnte im nächsten Jahr nicht wiederholt werden, mit nur einem Sieg und drei unentschieden musste der SV Preußen Köslin in die zweitklassige Bezirksliga absteigen. Zur Saison 1940/41 erfolgte zusammen mit dem Kösliner SV Phönix der Wiederaufstieg, doch bereits nach dieser Saison stieg Preußen Köslin erneut in die Zweitklassigkeit ab. Zur Saison 1943/44 konnte der Verein nochmals in die Gauliga aufsteigen, die Saison wurde auf dem letzten Platz der Gruppe Ost beendet. Ein Liga-Spielbetrieb in der Saison 1944/45 fand nicht mehr statt.
Nach dem Zweiten Weltkrieg wurde das zum Deutschen Reich gehörende Köslin unter polnische Verwaltung gestellt. Der SV Preußen Köslin wurde – wie alle übrigen deutschen Vereine und Einrichtungen – zwangsaufgelöst.

## Erfolge
- 5 Sieger Bezirksliga Kolberg/Köslin: 1920, 1928, 1929, 1930, 1931
- 4 Spielzeiten in der Gauliga Pommern: 1933/34, 1934/35, 1940/41, 1943/44